# Jeffrey A. Larsen
Jeffrey A. Larsen (1967) é um astrônomo estadunidense, professor assistente de física na Academia Naval dos Estados Unidos, envolvido com o projeto Spacewatch, no qual redescobriu o asteroide 719 Albert em 2000.
É um membro ativo da União Astronómica Internacional. O asteroide 7657 Jefflarsen é nomeado em homenagem a seu trabalho com software, melhorando a detecção de corpos pequenos do sistema solar no Spacewatch.